# مملكة غوغوريو
غوغوريو أو كوغوريو (بالهانغل: 고구려 | بالهانجا: 高句麗، 高句驪) هي إحدى ممالك كوريا الثلاث القديمة، نشأت سنة 37 قبل الميلاد واستمرت حتى سنة 668. تقع اليوم في منتصف وشمال شبه جزيرة كوريا، وجنوب منشوريا والروافد الجنوبية لروسيا في بريمورسكي كراي. كانت غوغوريو أحد أطراف النزاع للسيطرة على شبه الجزيرة الكورية كما كانت مرتبطة بالشؤون الخارجية للأنظمة السياسية الحاكمة في الدول المجاورة كالصين (سلالة الهان) واليابان (فترة ياماتو).
يشير كتاب سامغك ساغي من القرن الثاني عشر إلى أن غوغوريو أسست سنة 37 قبل الميلاد بواسطة جمونغ وهو أحد أمراء مملكة بيو، مع ذلك فإن هناك أدلة أثرية وجغرافية على أن غوغوريو ربما وجدت منذ القرن الثاني قبل الميلاد بالقرب من زمن سقوط غوجوسون وهي مملكة سبق لها أن احتلت جنوب منشوريا وشمال كوريا.
غوغوريو كانت إحدى السلالات الحاكمة الكبرى في شمال شرق آسيا، حتى هزمت على يد تحالف تانغ وشلا في سنة 668. بعد سقوطها قسمت أراضيها بين شلا الموحدة وبالهاي وسلالة تانغ.
تبنت مملكة غوريو (918 إلى 1392) الاسم المختصر لغوغوريو، والتي تقع أراضيها في الإقليم الجنوبي من غوغوريو، كما أن الاسم هو أصل كلمة كوريا.

## أصل التسمية
غوغوريو (بالهانغل: 고구려؛ بالهانجا: 高句麗) يتم تحديد التسمية بمعنى "القلعة العالية". في الأصل كانت تُسمَّى غوريو (بالكورية القديمة: 句麗) أو ما يقارب كاوكوري وكلاهما مشتق من 忽 كورو أو كولو بمعنى القلعة أو الحصن، وربما لفظ جوال مثل كوتون المنغولية الوسطى. لاحقًا تم اختصار غوغوريو باسم غوريو (بالهانغل: 고려؛ بالهانجا: 高麗) التي اكتسبت معنى "عالي وجميل".

## التاريخ

ممالك كوريا البدائية

### تأسيس غوغوريو (37 قبل الميلاد)
وفقاً لكتاب سامغك ساغي (تاريخ الممالك الثلاث من القرن الثاني عشر وكتاب سامغك يسا (تذكارات الممالك الثلاث) فإن أميراً من مملكة بيو يدعى جمونغ هرب بعد صراع على السلطة بين أمراء بلاط بيو، وأسس دولة غوغوريو في سنة 37 قبل الميلاد في منطقة تسمى جولبون بيو والتي يعتقد أنها تقع في منتصف حوض نهري يالو وتونغتشيا على الحدود الكورية الشمالية الصينية. يعتقد بعض العلماء أن غوغوريو ربما أسست نحو قرنين قبل الميلاد. في الدراسات الجغرافية لكتاب هان فإن كلمة غوغوريو أو (高句麗) ذكرت في سنة 113 قبل الميلاد للإشارة إلى منطقة تحت حكم مقاطعة شوانتو العسكرية. سجل في كتاب تانغ القديم (945) أن الإمبراطور تايزونغ أشار إلى أن تاريخ غوغوريو يعود لنحو 900 سنة سابقة.

### جمونغ وأسطورة التأسيس

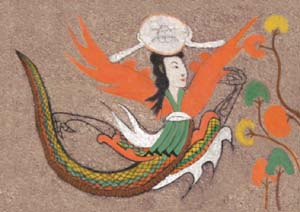
صورة لشخصية أسطورية من عصر غوغوريو في مقبرة أوهوي 4.

أقدم ذكر لجمونغ يعود إلى القرن الرابع على شاهد الملك غوانغايتو العظيم. جمونغ هو طريقة الكتابة الكورية للكلمة بالهانجا 朱蒙 أو 주몽 بالهانغل، (鄒牟 | تشمو | 추모) أو (仲牟 | جنغمو | 중모).
يذكر الشاهد أن جمونغ كان أول ملك وسلف لغوغوريو وأنه ابن أحد أمراء بيو من ابنة إله البحر هابايك. يذكر كل من سامغك ساغي وسامغك يسا المزيد من التفاصيل والأسماء مثل اسم والدته وهو يوهوا. والد جمونغ الحقيقي يقال أنه هاي موسو والذي يوصف بالرجل القوي والأمير السماوي. قام إله البحر بطرد يوهوا بعيداً إلى نهر ووبال (우발수 | 優渤水) بسبب حملها حيث التقت بالملك غموا وأصبحت محظيته.

### التمركز والتوسع المبكر (منتصف القرن الأول)
تطورت غوغوريو من عدد من قبائل ييمايك المختلفة إلى دولة مبكرة وسعت مجال قوتها بشكل سريع من حوض مجرى نهر هون، مكانهم الأصلي. في زمن تايجو ملك غوغوريو في سنة 53، نظمت القبائل الخمسة المحلية إلى خمس أحياء مركزية الحكم. الشؤون الخارجية والعسكرية كانت تحت سيطرة الملك. التوسع المبكر يفسر عادة على أنه بسبب بيئة الدولة ، حكمت غوغوريو أراضي تقع في منتصف وجنوب منشوريا وشمال كوريا وهي مناطق جبلية وتفتقد للأراضي الصالحة للزراعة. وعندما أخذت غوغوريو في التحول لدولة مركزية ربما لم يكفها الطعام لإطعام شعبها بسبب قلة المصادر الطبيعية، ولذلك فإنها تبعت الأسلوب الرعوي التاريخي بمطاردة واستغلال المجتمعات المجاورة لأراضيها ومواردهم. الأنشطة العسكرية العدوانية ساعدت أيضاً في التوسع مما سمح لغوغوريو بجعل الدول المجاورة كدول تابعة هيمنت عليها سياسياً واقتصادياً.

### حرب غوغوريو مع الوي (سنة 244)
في حالة الفوضى التي لحقت بسقوط سلالة هان، تحررت مقاطعات هان السابقة من قيود التبعية وحكمت على يد العديد من أمراء الحرب المستقلين. ولأن هذه المقاطعات العسكرية التي يحكمها الأمراء العدوانيون، اتجهت غوغوريو لإنشاء علاقة جيدة مع سلالة وي الجديدة في الصين وأرسلت تبعيتها لها سنة 220. في سنة 238 دخلت غوغوريو مع وي في تحالف رسمي لتدمير مقاطعة لياودونغ العسكرية.

### استعادة القوة والتوسع (300 إلى 390)

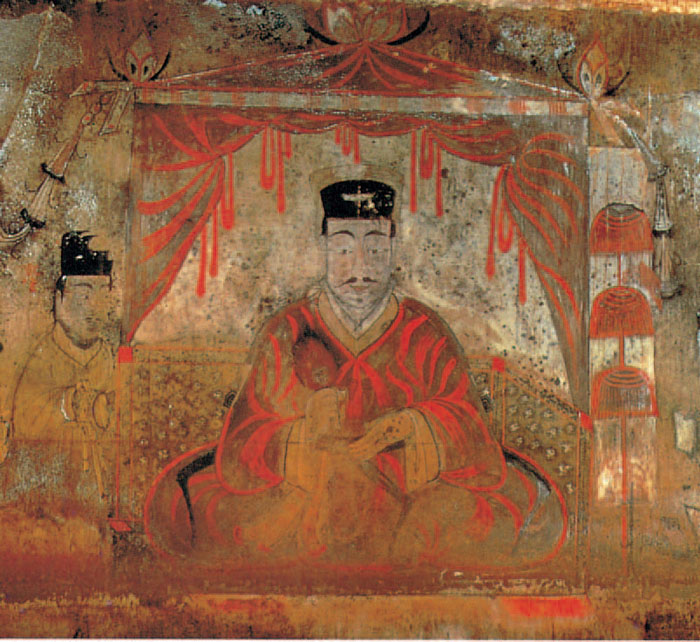
رجل من مقبرة أناك يُفترَض أنه يُمثل ملك غوغوريو الخامس عشر الملك ميتشيون، في الأوساط الأكاديمية الكورية الشمالية.

في 70 عامًا فقط، أعادت غوغوريو بناء عاصمتها وبدأت مرة أخرى في الإغارة على قيادات لياودونغ وليلانغ وزوانتو. توسعت غوغوريو وبوصولها إلى شبه جزيرة لياودونغ، تم غزو آخر قيادة صينية في ليلانغ وضمها من بقيادة الملك ميتشيون في عام 313م فأدَّى هذا إلى ضمِّ ما تبقى من الجزء الشمالي من شبه الجزيرة الكورية إلى سلطة ومُلْك غوغوريو. وبذلك انتهى الحكم الصيني على الأراضي الشماليَّة لشبه الجزيرة الكورية، الذي كان قد امتدَّ لمدة 400 عام. ومنذ تلك اللحظة وماتبعها حتى القرن السابع، كانت السيطرة الإقليمية على شبه الجزيرة محل النزاع بين ممالك كوريا الثلاث.
واجهت غوغوريو انتكاسات وهزائم كبيرة في عهد غوغوكون في القرن الرابع الميلادي. ففي أوائل هذا القرن احتل شعب شيانبي البدوي المنغولي شمال الصين. وفي شتاء 342م قامت يان السابقة التي تحكمها قبيلة مورونغ التي تنتمي إلى شعب شيانبي بمهاجمة وتدمير عاصمة غوغوريو فأسروا 50,000 رجلًا وامرأةً من غوغوريو لاستخدامهم كعبيد بالإضافة إلى أخذ الملكة الأم والملكة كأسرى. وأجبروا غوغوكون على الفرار لفترة. كما قام الشيانبي بتدمير بويو في 346م فأدى ذلك إلى تسريع هجرة بويو إلى شبه جزيرة كوريا. وفي عام 371م قُتِلَ غوغوكون ملك غوغوريو على يد غنتشوغو ملك بايكتشي في معركة تشيانغ وتم نهب بيونغ يانغ إحدى أكبر مدن غوغوريو.
خلف غوغوكون في حكم غوغوريو الملك سوسوريم فقام بإعادة تشكيل مؤسسات البلاد لإنقاذها من أزمة كبيرة. بالانتقال إلى الاستقرار الداخلي وتوحيد مختلف القبائل المحتلة قام سوسوريم بإعلان قوانين جديدة، اعتنق البوذية كدين للدولة عام 372، وأنشأ معهدًا تعليميًا وطنيًا يسمى تايهاك (بالكورية: 태학). بسبب الهزائم التي مُنيت بها غوغوريو على يد شيانبي و مملكة بايكتشي، قام سوسوريم بإصلاحات عسكرية تهدف إلى منع مثل هذه الهزائم في المستقبل. وقد مهدت هذه الإجراءات التي قام بها سوسوريم للملك غوانغايتو الكبير للقيام بتوسعاته. خلف غوغوكيانغ الملك سوسوريم في حكم غوغوريو فاستطاع غزو يان اللاحقة وهي الدولة التي خلفت يان السابقة في عام 385 ثم مملكة بايكتشي في عام 386.
استخدمت جوجوريو جيشها لحماية واستغلال الشعوب شبه الرحل، الذين كانوا بمثابة أتباع أو جنود مشاة أو عبيد مثل شعب أوكجيو في الطرف الشمالي الشرقي من شبه الجزيرة الكورية، وشعب موهي في منشوريا، الذين أصبحوا فيما بعد الجورشن.

### الصراع الداخلي (531 إلى 551)
الصراع الداخلي بين 531 و 551 في مملكة غوغوريو كان فترة صراع سياسي وعسكري مرير في تاريخ المملكة، تميزت بالتنافس على العرش والنزاعات الداخلية بين أفراد العائلة المالكة. كانت هذه الفترة حاسمة في استقرار المملكة وكانت تتسم بالتحديات التي تهدد وحدة الدولة. في هذا السياق، كانت الخلافات بين الأمراء والنبلاء في مملكة غوغوريو جزءًا من الصراعات التي دفعت المملكة نحو مرحلة من الضعف الداخلي. إليك بعض التفاصيل الرئيسية حول هذه الفترة:

### الخلفية:
في بداية القرن السادس، كانت مملكة غوغوريو قد شهدت نمواً كبيراً في قوتها السياسية والعسكرية، لكنها كانت تعاني من مشكلات داخلية تتعلق بالخلافات العائلية والصراعات على السلطة. وقد نشأت هذه النزاعات غالبًا بسبب التنافس بين أفراد العائلة المالكة والنبلاء، الذين كانوا يحاولون فرض سيطرتهم على العرش.

### أحداث الصراع الداخلي (531-551):
1. الصراع على العرش:
  - في عام 531 ميلادي، بدأ الصراع بين الملك إيبو (Ibu) وأخيه الأمير يونغ (Yeong) على العرش. كان كلاهما ينتمي إلى العائلة المالكة، وكانا يسعيان للوصول إلى السلطة.
  - أدى هذا الصراع إلى انقسام داخلي في المملكة حيث دعم بعض النبلاء إيبو، بينما دعم آخرون يونغ.
  - كانت هذه النزاعات تُضعف مملكة غوغوريو، حيث كانت القوات العسكرية تتنقل بين دعم كل طرف مما أثر على القوة العسكرية بشكل عام.
2. التدخلات الأجنبية:
  - كانت الإمبراطورية الصينية سلالة وي الشمالية (Northern Wei) قد كانت تراقب هذا الوضع. وفي بعض الأحيان كانت تدخل في هذه الصراعات لتوسيع نفوذها في المنطقة.
  - في هذه الفترة، أصبحت الحروب الداخلية تزيد من الضغط على مملكة غوغوريو، حيث كانت مهددة من القوى الخارجية بشكل متزايد.
3. الصراع بين الأجنحة في البلاط الملكي:
  - كانت البلاط الملكي في غوغوريو مليئًا بالصراعات بين النبلاء المختلفين، الذين كانوا يتنافسون على السلطة والنفوذ.
  - هذه الصراعات أسفرت عن تغييرات مستمرة في القيادة، مما جعل مملكة غوغوريو عرضة للضعف الداخلي، مما مهد الطريق للتحديات الخارجية.

### النتائج والتداعيات:
- ضعف المملكة: أسفر هذا الصراع الداخلي عن ضعف في النظام الملكي والجيش، مما جعل المملكة عرضة للغزوات الخارجية، وخصوصًا من إمبراطورية سلالة تانغ الصينية.
- التحديات العسكرية: بسبب الصراعات الداخلية، تراجعت قدرة المملكة على الدفاع عن أراضيها بشكل فعال، مما ساهم في تراجع قوتها العسكرية تدريجيًا.
- النهاية: في نهاية المطاف، تمكن الملك ياموجون (Yamojun) من تعزيز سلطته وإعادة الاستقرار إلى المملكة، لكن استمرت هذه الصراعات في التأثير على غوغوريو خلال العقود اللاحقة حتى انهيار المملكة في 668 ميلادي.

### أثر الصراع على غوغوريو:
- كانت فترة 531 إلى 551 بمثابة نقطة تحول في تاريخ غوغوريو. على الرغم من عودة الاستقرار الجزئي، إلا أن الصراعات الداخلية كانت أحد العوامل التي ساعدت في ضعف المملكة على المدى الطويل. وبحلول عام 668 ميلادي، تحالفت مملكة شيلا مع الإمبراطورية تانغ للإطاحة بغوغوريو، وهو ما أدى إلى سقوط المملكة في نهاية المطاف.

### صراعات القرن السادس والسابع
في أواخر القرن السادس وأوائل القرن السابع عانت غوغوريو من العديد من الصراعات مع سلالتي سوي وتانغ الصينيتين، كماكانت علاقتها مع بايكتشي وشلا معقدة وتتناوب بين التحالف والعداوة. كما كان لغوغوريو دولة حليفة اسمياً في الشمال الغربي هي غوكتورك الشرقية (خانات شمال غرب الصين ومنغوليا القريبة).

#### فقدان وادي نهر الهان
فقدان وادي نهر الهان يعد من الأحداث الهامة في تاريخ مملكة غوغوريو ويُعتبر من العوامل التي أسهمت في تدهور وضع المملكة في فترات لاحقة. وادي نهر الهان كان يعتبر منطقة حيوية واستراتيجية، ويمتد عبر الأراضي التي كانت تحت سيطرة غوغوريو في شبه الجزيرة الكورية. فقدان هذه المنطقة كان له تأثير كبير على وضع غوغوريو العسكري والسياسي.

#### حروب غوغوريو مع سوي
حروب غوغوريو مع سلالة سوي الصينية (581-618م) تعتبر من أهم الأحداث العسكرية في تاريخ مملكة غوغوريو، حيث كانت هذه الحروب جزءًا من الصراع الأكبر بين غوغوريو والدول الصينية التي كانت تسعى لتوسيع نفوذها في شبه الجزيرة الكورية. تعتبر هذه الحروب جزءًا من سلسلة من التحديات التي واجهت غوغوريو من قبل القوى الخارجية الكبرى في آسيا، وقد أسفرت عن صراع طويل استمر بين 612 و 614 ميلادي. 

#### حرب غوغوريو وتانغ وتحالف شلا مع تانغ
حرب غوغوريو وتانغ والتحالف بين شيلا وتانغ تعتبر من أبرز الأحداث في تاريخ مملكة غوغوريو والصراعات في شبه الجزيرة الكورية خلال القرن السابع الميلادي. هذا الصراع كان محوريًا في انهيار مملكة غوغوريو، وفي تحول ميزان القوى في المنطقة لصالح شيلا، وذلك بفضل التحالف الاستراتيجي مع إمبراطورية تانغ الصينية.

#### السقوط
سقوط مملكة غوغوريو في عام 668 ميلادي كان نتيجة سلسلة من العوامل الداخلية والخارجية التي تضافرت معًا لتهديد وجود المملكة. يعتبر هذا السقوط حدثًا محوريًا في تاريخ كوريا القديم.

#### حركة الإحياء
حركة الإحياء (أو ما يُعرف أحيانًا بـ "حركة النهضة") في تاريخ مملكة غوغوريو تشير إلى الفترة التي حدث فيها محاولة لإعادة بناء المملكة واستعادة قوتها بعد تراجعها الكبير في أعقاب السقوط النهائي للمملكة في عام 668 ميلادي. هذه الحركة كانت جزءًا من جهود مقاومة الانهيار الكامل لوجود غوغوريو، لكن كانت هناك أيضًا محاولات لاستعادة هذه المملكة من قبل بعض الشخصيات والمنظمات في فترة ما بعد السقوط.

## العسكرية
الجيش الموحد لغوغوريو هو في الواقع تكتل من الحاميات العسكرية المحلية والميليشيات الخاصة. كانت المناصب العسكرية متوارثة ولا يوجد دليل على بنية موحدة أو سلسلة من الأوامر. لم تؤسس البنية العسكرية المركزية إلا في زمن غوريو. وأثناء الحروب يعتقد أنه تم تجنيد السكان المحليين وإبقاء جيش الخمسين ألفاً جاهزين في أي وقت.
معاهدة تانغ تسجل قرابة 675 ألف فرد مشرد وقرابة 176 حامية بعد استسلام الملك بوجانغ. كان التجنيد مطلوباً على كل رجل في غوغوريو، لكن كان بإمكان البعض تجنب التجنيد عن طريق دفع ضريبة أعلى على الحبوب. المكتشفات الأثرية التي عثر عليها في قلعة غكناي (국내성) ومقابر الممالك المجاورة تدل على وجود صنادل برونزية مطروقة بالحديد بطول 11 سنتيمتر، والتي على الأرجح استخدمت بواسطة العسكريين.

## الثقافة
تشكلت ثقافة غوغوريو على يد مناخها ودينها والتوترات الي عانى منها المجتمع نظراً للعديد من الحروب التي شنتها غوغوريو. لا يعرف الكثير عن ثقافة غوغوريو، كما ضاعت العديد من السجلات حولها.

### أسلوب الحياة
ارتدى سكان غوغوريو ما يشبه الهانبوك الحديث، تماماً كباقي الممالك الثلاث الأخرى. توجد العديد من الجداريات والأعمال الفنية التي تصور راقصات يرتدين ملابس بيضاء معقدة.

### المهرجانات والتسلية
التسلية الأكثر شيوعاً بين سكان غوغوريو كانت الرقص والغناء والشرب. كما جذبت المصارعة العديد من المتفرجين.
كل أكتوبر، يقام مهرجان دونغماينغ. مهرجان دونغماينغ هو مهرجان لعبادة الآلهة. يتبع المراسيم العديد من الاحتفالات الضخمة والولائم والألعاب وأنشطة أخرى. في بعض الأحيان يؤدي الملك شعائر وطقوس لأسلافه.
كان الصيد نشاطاً ذكورياً وكان طريقة لتدريب الشباب على العسكرية. يركب الصيادون على الخيول ويصطادون الغزلان والمخلوقات الأخرى بواسطة الأقواس والأسهم والتي تستعمل أحياناً لمسابقات الرماية.

### الدين
الدين في مملكة غوغوريو كان جزءًا مهمًا من الهوية الثقافية والسياسية للمملكة، وكان له تأثير كبير على أسس السلطة والشرعية في المجتمع. تأثرت مملكة غوغوريو بعدة أديان ومعتقدات، وكان ذلك نتيجة لتفاعلها مع جيرانها، مثل الصين و منغوليا، فضلاً عن تأثرها بالدين المحلي والتقاليد الروحية الكورية.

### الأديان والمعتقدات في غوغوريو:
1. الشامانية (الديانة التقليدية):
  - الشامانية كانت الديانة التقليدية السائدة في غوغوريو، كما كانت في باقي ممالك كوريا في تلك الفترة. الشامانية هي معتقد روحاني يعتمد على عبادة الأرواح والطبيعة، مع إيمان بقوة الأرواح التي يمكن أن تتوسط في الحياة اليومية للبشر.
  - كان يتم تكريم الآلهة والأرواح المحلية في المعابد الشامانية، وكانت الشامانات (الكهنة) يعتقد أنهم قادرون على الاتصال بالأرواح وطلب البركة والحماية للشعب.
  - تؤكد المصادر التاريخية على أن الطقوس الشامانية كانت تمارس على نطاق واسع في غوغوريو، وكان الشامانات يتوسطون بين الناس والأرواح في مختلف المناسبات، سواء كانت دينية أو اجتماعية.
2. البوذية:
  - البوذية بدأت في الانتشار في غوغوريو في أواخر القرن الرابع الميلادي، وكانت نتيجة للتأثيرات الثقافية والدينية من الصين.
  - يُعتبر الملك جينمونغ (King Jinmong) من أوائل الحكام الذين تبنوا البوذية في غوغوريو، وذلك بعد أن أرسل الرهبان البوذيون من مملكة بايكتشي الصينية لتعريفه بمبادئ البوذية.
  - أصبحت البوذية قوة دينية مؤثرة في غوغوريو، حيث تم بناء العديد من المعابد وتقديم الدعم الملكي للأديان البوذية.
  - تم تكريس معابد بوذية في مختلف أنحاء المملكة، وكان الرهبان البوذيون يلعبون دورًا هامًا في حياة الناس الروحية، ويقومون بتقديم الاستشارات والبركات.
3. الكونفوشيوسية:
  - الكونفوشيوسية أيضًا كان لها تأثير على الحياة السياسية والاجتماعية في غوغوريو، خاصة في فترة لاحقة من تاريخ المملكة.
  - الكونفوشيوسية كانت تروج لقيم الأخلاق الحميدة، مثل الولاء، البر بالوالدين، وحرمة التعليم، وهو ما ساعد في تعزيز السلطة الملكية وتوفير نظام اجتماعي مترابط.
  - كان النظام التعليمي في غوغوريو يعتمد على المبادئ الكونفوشيوسية، حيث تم تعيين الأكاديميات لتدريس الأخلاقيات، والعدالة، والسلطة، مما أثر في الحياة السياسية والمجتمعية في المملكة.

### الدور السياسي والديني:
1. الدين والشرعية الملكية:
  - كان الدين يلعب دورًا كبيرًا في تأكيد الشرعية الملكية في غوغوريو. كانت السلطة الملكية مرتبطة بالأديان المحلية، وكان يُعتقد أن الملك هو الوسيط بين البشر والآلهة.
  - في البوذية والشامانية، كان من الشائع أن يُعتبر الملك شخصًا مقدسًا أو له ارتباط خاص بالأرواح أو الآلهة، وهذا ساعد في تعزيز سلطته.
2. العبادة الملكية:
  - تم تكريم الملوك في غوغوريو من خلال الطقوس الدينية، وكان يُعتقد أن الملك هو المسؤول عن رفاهية المملكة وأنه يجب أن يقدم التضحيات والطقوس الدينية لضمان الحماية والازدهار.
  - بالإضافة إلى الطقوس الشامانية، كان يُقام العديد من الاحتفالات الكبرى التي تتضمن قرابين وطقوس دينية لجلب البركة والنصر في الحروب.

### التأثيرات الأجنبية:
1. الصين:
  - غوغوريو تأثرت بشكل كبير بالأديان الصينية مثل البوذية و الكونفوشيوسية، خاصة في الفترة التي تلت القرن السادس الميلادي. بعد أن بدأ تبني البوذية في غوغوريو، تم إرسال بعثات إلى الصين لتبادل المعرفة الدينية.
  - كانت العلاقة مع سلالة تانغ الصينية في فترة لاحقة مؤثرة في تعزيز البوذية كدين رسمي في المملكة، خاصة بعد تعزيز تبني الدين البوذي في جميع أنحاء شبه الجزيرة الكورية.
2. الساموراي والمنغوليون:
  - في وقت لاحق من تاريخ غوغوريو، كانت هناك بعض التأثيرات المنغولية في بعض المناطق الجنوبية. ورغم أن هذا التأثير كان في وقت لاحق بعد سقوط غوغوريو، إلا أن تأثير الثقافة الصينية المنغولية أصبح واضحًا في البنى الدينية والاجتماعية في كوريا.

### الدين بعد سقوط غوغوريو:
بعد سقوط غوغوريو في عام 668 ميلادي بيد التحالف بين شيلا و إمبراطورية تانغ، استمر تأثير البوذية في المملكة، خاصة بعد أن أصبحت شيلا القوة المهيمنة في شبه الجزيرة الكورية. كما أن الكونفوشيوسية بدأت في التأثير على حكم شيلا، كما أسهمت في تأسيس مملكة كوريا الموحدة.

### الربط الثقافي
الربط الثقافي بين مملكة غوغوريو وبقية المناطق المحيطة بها، مثل الصين و منغوليا و ممالك كوريا الأخرى (بايكتشي وشيلا)، كان جزءًا أساسيًا من تطور حضارة غوغوريو. هذا الربط كان متعدد الأبعاد وشمل تبادل المعرفة، والتأثيرات الثقافية، والتحالفات السياسية، والتوسع الديني.

## الإرث
عثر على بقايا بلدات مسورة، وقلاع، وقصور، ومقابر، وتحف أثرية في كوريا الشمالية ومنشوريا، بما فيها مجموعة مقابر غوغوريو في بيونغيانغ. بعض الأطلال ما يزال بالإمكان رؤيتها في الصين مثل وونو شان والذي يعتقد أنه موقع قلعة جولبون، بالقرب من هوانرين في مقاطعة لياونينغ على الحدود الكورية الشمالية اليوم. كما توجد العديد من مقابر عصر غوغوريو في جيان بما فيها القبر الذي يعتقد العلماء الصينيون أنه قبر الملك غوانغايتو وابنه الملك جانغسو بالإضافة لأفضل قطعة أثرية معروفة من غوغوريو وهي شاهد غوانغايتو وهو أحد المصادر المهمة لتاريخ غوغوريو قبل القرن الخامس.

### مواقع التراث العالمي
أضافت اليونسكو المدن العاصمة ومقابر غوغوريو القديمة في الصين ومجموعة مقابر غوغوريو في كوريا الشمالية إلى مواقع التراث العالمي في سنة 2004.

### الاسم
اسم كوريا الحديث مأخوذ من اسم سلالة غوريو (918 ~ 1392) والذي استمدته من إحدى الأسماء التي استخدمتها غوغوريو لتصف نفسها في المعاهدات الدبلوماسية ومع جيرانها من الدول. كما يشار لغوغوريو باسم غوريو بعد سنة 520 في المصادر التاريخية والدبلوماسية الصينية واليابانية.

## اللغة
توجد العديد من المحاولات الأكاديمية لإعادة بناء كلمات غوغوريو استناداً إلى أجزاء أسماء المواقع الجغرافية المسجلة في كتاب سامغك ساغي عن المناطق التي احتلتها غوغوريو. ولكن موثوقية هذه الأسماء الجغرافية كدليل لغوي ما تزال محل نزاع. بعض اللغويين يقترح أن ما يسمى بعائلة لغات بيو تضم لغات غوغوريو وبيو وبايكتشي . كما تقترح السجلات الصينية أن لغات غوغوريو وبيو وأوكجو الشرقية وغوجوسون كانت متشابهة وأن لغة غوغوريو تختلف عن لغة مالغال (موهي).